# 康木祥
康木祥（1961年—），台灣的原生藝術家，1961出生於苗栗郡通霄庄，是台灣少數走向國際的木雕家。13歲開始接觸傳統木雕，30年來歷經工匠、工藝直至藝術創作，不斷突破傳統、超越自我。他的作品不僅融合了傳統的技藝經驗，使他的創作更接近自然，同時也融入了當代藝術的創作元素。2002年，康木祥受邀登上無人居住的台灣龜山島，重生當地「漂流木」進行創作，康木祥在龜山島生活創作近一年的時間裡，對生命有了獨特的體驗，創作出名為「生命」的作品系列。又於2013年受邀創作全世界獨一無二、高樓退役電梯鋼纜之環保再生藝術──無限生命放置台北101廣場，以「重生」之名引人注目。
自2016年起，康木祥的鋼續系列作品獲得國際矚目並接連獲得德國柏林、瑞士蒙特勒、德國綠能城市迪爾普茨、法國巴黎、德國漢堡市政廳、美國百老匯大道、紐澤西雕塑公園等地邀約展出，由尋求生命真意的莊嚴神性，走向生活價值的廣袤探索，鋼纜雕塑宏偉的律動造型，在看似浩瀚的命題之下，表露了藝術家對於生命最為直觀的體悟。鋼索的紋路與作品展示的都市地景形成對比為人們的視覺感官增添了強大的美學張力，更讓自世界看見代表台灣文化價值及環保再生精神藝術作品。

## 外部連結
- 康木祥美術館 （页面存档备份，存于）
- 重生101電梯鋼索 （页面存档备份，存于）
- 康木祥翻轉廢棄鋼索 領台灣藝術走向世界 （页面存档备份，存于）
- 康木祥《無限生命》 連結世界的鋼索 （页面存档备份，存于）